# Succession (30 Rock)
"Succession" é o décimo terceiro episódio da segunda temporada da série de televisão de comédia de situação norte-americana 30 Rock, e o 34.° da série em geral. O seu enredo foi co-escrito por Andrew Guest e pelo co-produtor executivo John Riggi, enquanto a realização ficava a cargo de Gail Mancuso. A sua transmissão nos Estados Unidos ocorreu na noite de 24 de Abril de 2008 através da rede de televisão National Broadcasting Company (NBC). Os artistas convidados foram Will Arnett, Chris Parnell, Rip Torn, Kevin Brown, Grizz Chapman, John Lutz, Marceline Hugot, e Brian Stack.
No episódio, a corrida de Jack Donaghy (interpretado por Alec Baldwin) e Devon Banks (Arnett) para se tornarem no novo CEO da General Electric (GE) finalmente chega ao fim. Entretanto, em estilo satírico do filme dramático Amadeus (1984), Tracy Jordan (Tracy Morgan) tem a ideia de criar um jogo de vídeo pornográfico. Não obstante, Liz Lemon (Tina Fey) prepara-se para tornar-se a nova vice-presidente da Televisão da Costa Leste e da Programação de Fornos Microondas. Juntamente com a paródia de Amadeus, a música do compositor Wolfgang Amadeus Mozart (um favorito de Jeff Richmond, sonoplasta de 30 Rock) é usada para ambientar grande parte do episódio.
Em geral, "Succession" recebeu opiniões positivas pelos críticos especialistas em televisão, com a maioria dos elogios sendo direcionados ao enredo e referências culturais, inclusive a sátira de Amadeus. Os desempenhos de Arnett e Torn, além de serem recebidos com aclamação, renderam aos actores nomeações a prémios Emmy. De acordo com os dados revelados pelo sistema de mediação de audiências Nielsen Ratings, o episódio foi assistido em aproximadamente 5,52 milhões de domicílios durante a sua transmissão original norte-americana, e foi-lhe atribuída a classificação de 2,8 e sete de share no perfil demográfico dos telespectadores entre os dezoito aos 49 anos de idade.

## Produção

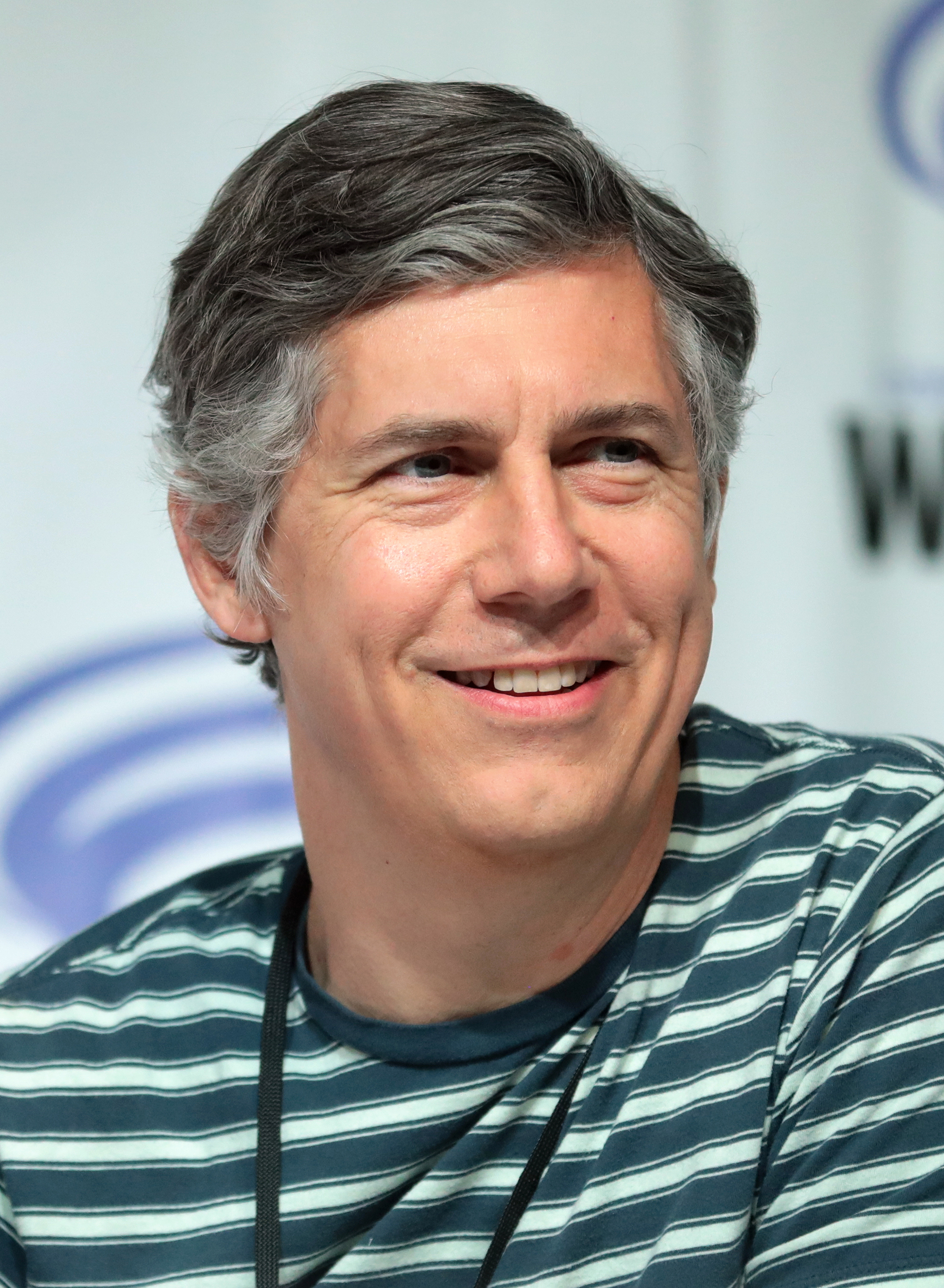
"Succession" marcou a sétima participação de Chris Parnell, um antigo membro do elenco do Saturday Night Live, em 30 Rock.

"Succession" é o 13.° episódio da segunda temporada de 30 Rock. O seu enredo foi co-escrito por Andrew Guest e John Riggi, este último um dos co-produtores da temporada, enquanto a sua realização ficava sob a responsabilidade de Gail Mancuso. Assim, marcou a estreia de Guest no argumento de um episódio da série e a quinta vez que Riggi escreve um guião, com "Cougars" sendo o mais recente. Além disso, foi o terceiro episódio do seriado a ser realizado por Mancuso, após "Jack the Writer" e "The Head and the Hair" na primeira temporada. Os actores Jane Krakowski, Katrina Bowden, Keith Powell e Lonny Ross — respectivos intérpretes das personagens Jenna Maroney, Cerie Xerox, James "Toofer" Spurlock e Josh Girard — apesar de terem tido os seus nomes listados durante a sequência de créditos finais, não participaram de "Succession".
Em "Succession", o actor e comediante Chris Parnell fez a sua sétima participação especial em 30 Rock a interpretar o Dr. Leo Spaceman. Parnell já foi integrante do elenco do Saturday Night Live (SNL), um programa de televisão humorístico norte-americano transmitido pela NBC no qual Tina Fey — criadora, produtora executiva e actriz principal de 30 Rock — foi argumentista-chefe entre 1999 e 2006. Vários outros membros do elenco do SNL já fizeram uma participação em 30 Rock. Eles são: Fred Armisen, Kristen Wiig, Will Ferrell, Jimmy Fallon, Amy Poehler, Julia Louis-Dreyfus, Bill Hader, Jason Sudeikis, Tim Meadows, Molly Shannon, Siobhan Fallon Hogan, Gilbert Gottfried, Bobby Moynihan, Rachel Dratch, Will Forte, Jan Hooks, Horatio Sanz, e Rob Riggle. Ambos Fey e Tracy Morgan fizeram parte do elenco principal do SNL, com Fey sendo ainda a apresentadora do segmento Weekend Update. Outros membros da equipa de 30 Rock que trabalharam em SNL são John Lutz, argumentista entre 2003 a 2010, e Steve Higgins, argumentista e produtor do SNL desde 1995. O actor Alec Baldwin apresentou o SNL por dezassete vezes, o maior número de episódios por qualquer personalidade.
O actor e comediante Judah Friedlander, intérprete da personagem Frank Rossitano em 30 Rock, é conhecido pelos seus bonés de camioneiro de marca registada que usa dentro e fora da personagem Frank. Os chapéus normalmente apresentam palavras ou frases curtas estampadas neles. Friedlander afirmou que ele próprio é quem faz os acessórios. Revelou também que "alguns deles são brincadeiras íntimas, e alguns são simplesmente piadas." A ideia veio do persona de Friedlander nas suas apresentações de comédia stand-up, nas quais os objectos de adorno estão todos estampados com a escrita "campeão mundial" em línguas e aparências diferentes. Em "Succession", Frank usa bonés que leem "Trap Dor" e "Rescue Team."

## Enredo
Jack Donaghy (Alec Baldwin) encontra-se com Don Geiss (Rip Torn), director executivo da General Electric (GE) que planeia se reformar. Don revela que escolheu Jack para administrar a empresa após a sua reforma, ao invés de Devon Banks (Will Arnett), futuro-genro de Don e arqui-inimigo de Jack. Jack fica bastante feliz com a notícia e prontamente escolhe Liz Lemon (Tina Fey) para substituí-lo como a vice-presidente da Televisão da Costa Leste e Programação de Fornos Microondas. Liz apenas aceita o cargo quando descobre que o salário é muito mais alto que o seu actual e, aquando disto, exclama aos seus colegas argumentistas: "Vão-se lixar seus macacos, vou passar a ser corporativa!" Enquanto isso, Devon retorna à activa com a intenção de sabotar o futuro de Jack, mas Liz tenta fazer com que Devon fique mal visto, forçando um beijo entre os dois na frente de uma câmara de segurança de um dos elevadores do edifício. Mais tarde, Devon fica deprimido ao tomar conhecimento de que será Jack a receber a promoção. No entanto, antes que possa anunciar a sua futura decisão, Don entra em um coma diabético, apesar dos esforços de reanimação do Dr. Leo Spaceman (Chris Parnell). Então, aproveitando a situação, Devon nega a afirmação de que sabia que Don havia escolhido Jack como o seu sucessor. No dia seguinte, aparece no escritório de Jack para revelar que convenceu o conselho de decisão a colocar Kathy Geiss (Marceline Hugot) — sua noiva e filha de Don — como responsável, tendo em conta que Devon vai actuar como o poder por detrás do trono. Ele, então, manda Jack embora do seu próprio escritório.
Entretanto, Tracy Jordan (Tracy Morgan) começa a sentir-se como uma vergonha para o seu filho. Na esperança de fazer a sua família ficar orgulhosa de si, procura por algum legado que possa deixar e decide produzir o primeiro jogo de vídeo pornográfico. Apesar do cepticismo do guionista Frank Rossitano (Judah Friedlander), Tracy acaba por sair-se bem na concepção do jogo, conquistando o Vale Misterioso, uma escala na qual a estranheza de efeitos especiais são medidos, segundo Frank.